# Parlament (Sierra Leone)
Das Parlament von Sierra Leone (englisch Parliament of Sierra Leone) ist das Parlament im Einkammersystem des westafrikanischen Staates Sierra Leone. Es wird selten (ab 1954 offiziell) auch als „Repräsentantenhaus“ (engl. House of Representatives) bezeichnet. Das erste Parlament auf dem Gebiet von Sierra Leone wurde als Legislativrat 1863 gegründet.
Das Parlament von Sierra Leone umfasst 149 (seit 2023) Abgeordnete, von denen 135 für jeweils fünf Jahre in den Wahlkreisen direkt gewählt werden. 14 weitere Sitze sind für Stammeshäuptlinge (Paramount Chiefs) durch indirekte Wahl vorgesehen. Wahlberechtigt sind Staatsbürger ab 18 Jahren.

## Aktuelles Parlament (seit 2023)
Das 6. Parlament seit dem 13. Juli 2023 umfasst lediglich Mitglieder zweiter Parteien (SLPP und APC). Mit 41 Abgeordneten stellen Frauen so viele Vertreter wie niemals zuvor.
Erstmals seit 2002 wurde eine Verhältniswahl durchgeführt. Dies führte dazu, dass es 135 anstatt der bisherigen 132 gewählten Sitze im Parlament gibt.

## Parlament 2018–2023
Das 5. Parlament kam am 4. Mai 2018 erstmals zusammen. Speaker (Parlamentspräsident) wurde Abass Bundu.
Ende Mai 2019 wurden zehn Sitze der Oppositionspartei APC wegen Rechtsverstößen bei den Wahlen 2018 vom Gericht aberkannt. Neun fielen direkt an den jeweils zweitstärksten Kandidaten der SLPP. Der zehnte Sitz sollte in einer Nachwahl am 24. August 2019 vergeben werden. Das Ergebnis der Nachwahl wurde jedoch von der Wahlkommission annulliert, nachdem es zu gewaltsamen Ausschreitungen kam, bei denen auch Wahlunterlagen zerstört wurden. Beide Parteien beanspruchen den Wahlsieg für sich und geben jeweils der anderen Partei die Schuld an den Ausschreitungen.

## Wahlen
Die letzten Parlamentswahlen fanden im Juni 2023 statt. Die Sierra Leone People’s Party (SLPP) erhielt 81 Sitze, der All People’s Congress (APC) 54 Sitze.

## Parlamentsgebäude

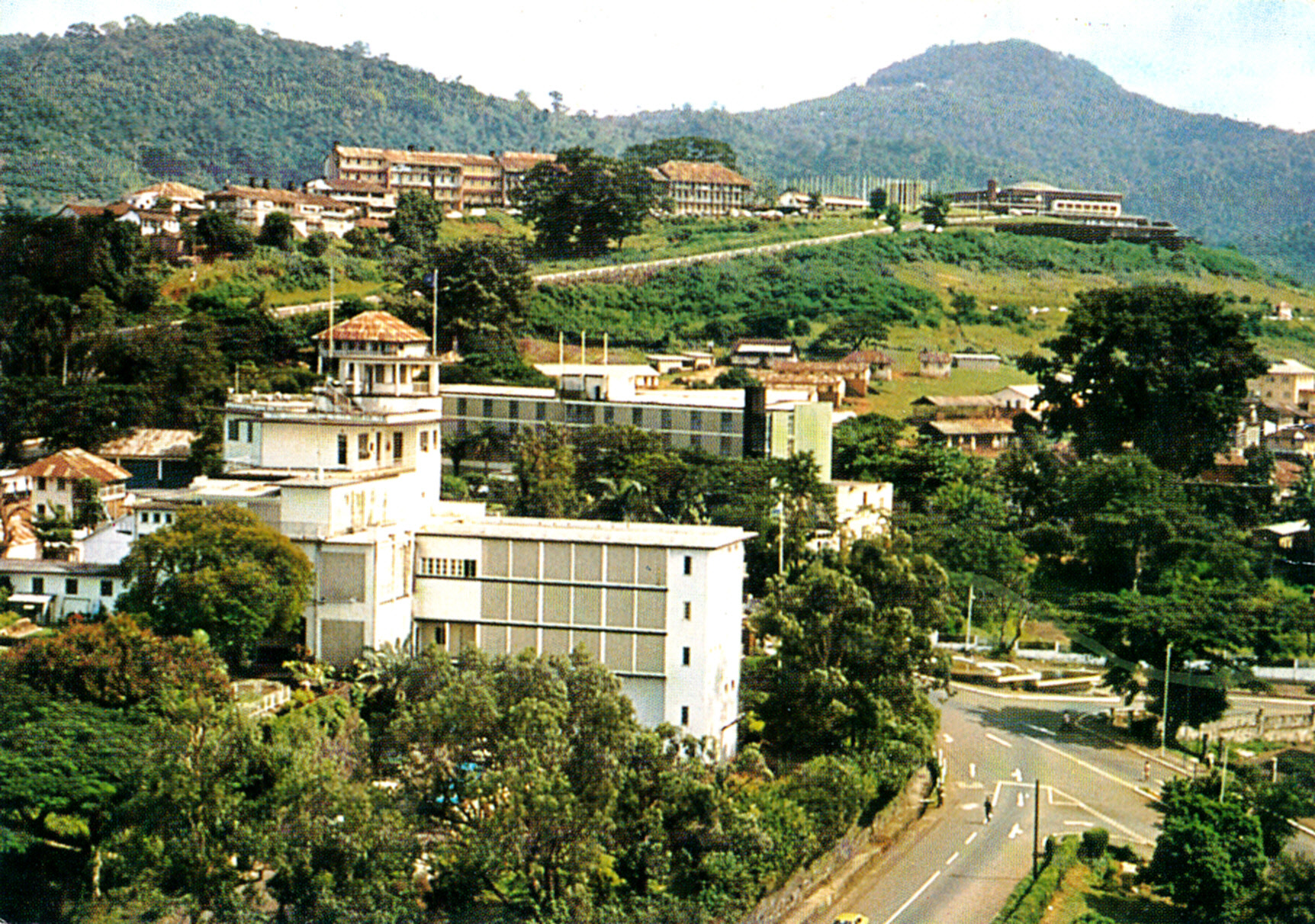
Oben rechts das Parlamentsgebäude, im Vordergrund das State House (um 1980)

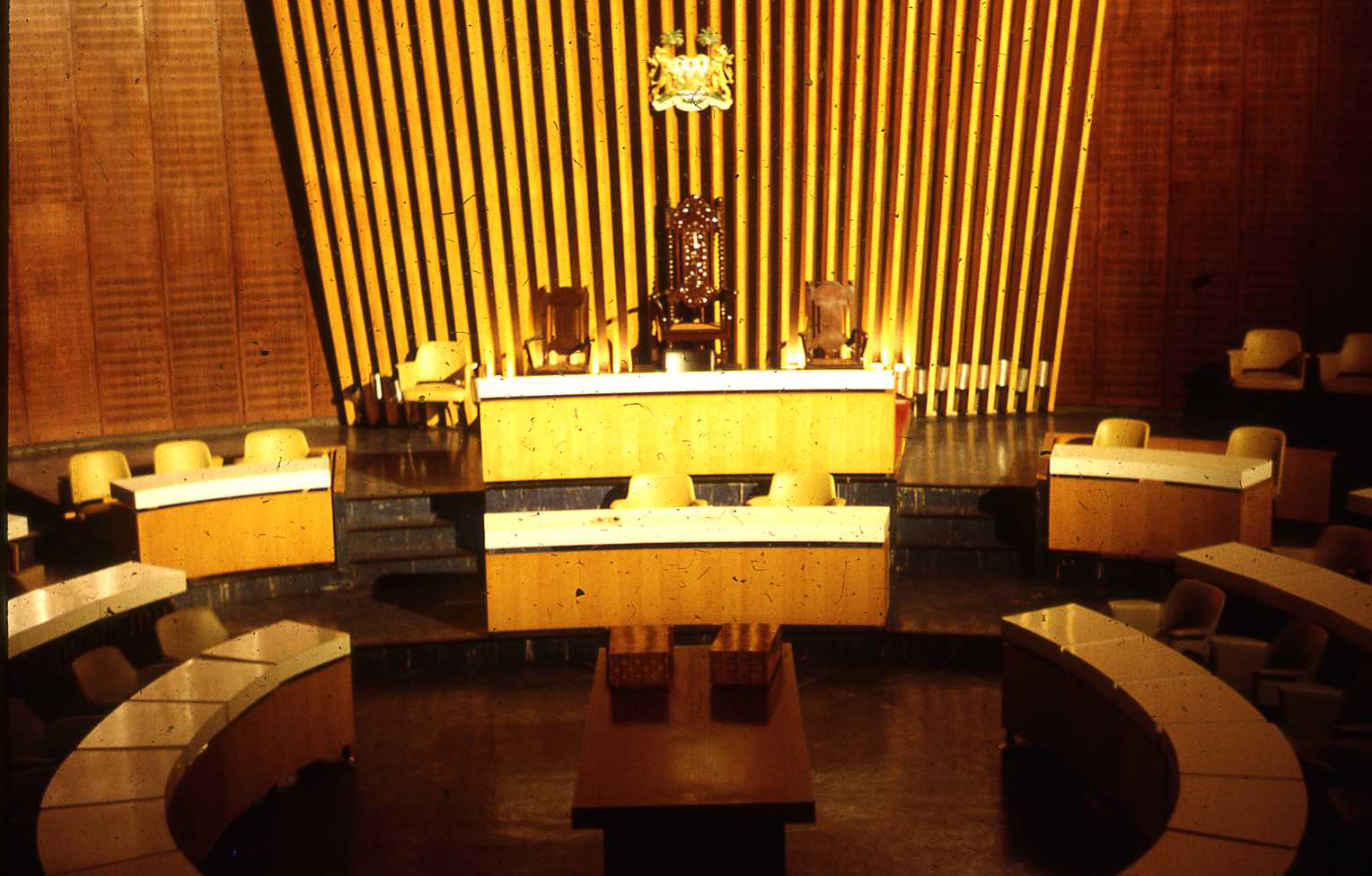
Sitzungssaal mit Wappen und Sitz des Speakers (2007)

Das Parlamentsgebäude befindet sich in der Hauptstadt Freetown auf dem Tower Hill. Auf dem Tower Hill befand sich seit 1792 die Bastion des Fort Thornton, ein Nationaldenkmal Sierra Leones.
Das Parlamentsgebäude wurde von israelischen Architekten im Stil des Brutalismus entworfen und 1961 zur Unabhängigkeitserklärung fertiggestellt.
Es setzt sich aus vier Flügeln zusammen. Im Westen befindet sich der Sitzungssaal mit Mitgliedsraum und Konferenzräumen sowie einigen Abgeordnetenbüros. Im Südflügel haben der Parlamentssprecher und sein Vize ihre Büros, ebenso der Anführer der stärksten Partei und andere wichtige Verwaltungspersonen. Der Flügel wurden in den 2010er Jahren erweitert und beinhaltet die Westminster Foundation for Democracy. Im Nordflügel sind der große Festsaal, Bibliothek und Kantine beheimatet. Im Osten befindet sich der Haupteingang.

## Parlamentssprecher
- Henry Lightfoot Boston (1957–1962)
- Banja Tejan-Sie (1962–1967)
- Emile Fashole Luke (1968–1972)
- Percy Davies (1973–1976)
- Singer Betts (1977–1981)
- William Stephen Conteh (1982–1992)
- vakant (1992–1996)
- Sheku Kutubu (1996–2000)
- Edmond Cowan (2000–2007)
- Abel Nathaniel Bankole Stronge (2007–2013)
- Sheku Badara Basiru Dumbuya (2013–2018)
- Abbas Bundu (2018–2024)
- Segepoh Solomon Thomas (seit 2024)